# Now And Them
Albums de Them
Them Again
(1966) Time Out! Time In For Them
(novembre 1968)
Now And Them est le troisième album du groupe Them, sorti en janvier 1968. le chanteur Van Morrison a quitté le groupe et entamé sa carrière solo, il est remplacé par Kenny McDowell au chant. 

## Titres
- I'm Your Witch Doctor - John Mayall : 2:39
- What's the Matter Baby - Joy Byers : 2:45
- Truth Machine - J. Armstrong / D. Harvey : 2:09
- Square Room - J. Armstrong / D. Harvey : 9:59
- You're Just What I Was Looking for Today - Gerry Goffin / Carole King : 2:57
- Dirty Old Man (At the Age of Sixteen) -  Them : 1:47
- Nobody Loves You When You're Down and Out -  Them : 3:35
- Walking in the Queen's Garden - J. Armstrong / D. Harvey  :  3:06
- I Happen to Love You - Gerry Goffin / Carole King  : 2:57
- Come to Me - J. Armstrong / D. Harvey : 2:24
- Walking in the Queen's Garden - J. Armstrong / D. Harvey : 3:04
- I Happen to Love You - Gerry Goffin / Carole King : 2:53

## Personnel
- Kenny McDowell : Chant
- Jim Armstrong : Guitares
- Alan Henderson : Basse
- Ray Elliott : Orgue, saxophone, flûte
- Dave Harvey : Batterie